# Roland Büchi
Roland Büchi (* 1. Juli 1969 in Frauenfeld) ist ein Schweizer Elektroingenieur. Er ist Professor an der Zürcher Hochschule für Angewandte Wissenschaften ZHAW und Sachbuchautor für den technischen Modellbau.

## Werdegang
Roland Büchi studierte von 1989 bis 1994 Elektrotechnik an der ETH Zürich. Er wurde dort 1996 am Institut für Robotik promoviert und wurde 1998 Dozent an der Zürcher Hochschule für Angewandte Wissenschaften ZHAW. An derselben Hochschule wurde er 2003 zum Professor ernannt.
Seine Forschungsgebiete sind die Regelungstechnik und Antriebstechnik sowie der Einsatz der Quadrocopter für Pick- und Place-Operationen in der Robotik.
Roland Büchi ist verheiratet und hat eine Tochter.

## Sach- und Fachbuchautor
Er ist Fachbuchautor beim Verlag für Technik und Handwerk neue Medien GmbH, Baden-Baden. Für diesen Verlag hat er mehrere Fachbücher auf dem Gebiet des technischen Modellbaus verfasst: Fascination Quadrocopter 2010, Brushless-Motoren und -Regler 2011, 2.4 GHz Fernsteuerungen 2013 sowie Faszination Multicopter 2015. Einige seiner Bücher wurden auch ins Englische übersetzt.
Im Jahr 2013 erschien zudem ein Witzbuch unter dem Titel "Witze und Witzgeschichten".

## Trivia
Beim deutschen Fernsehsender in der Show "Wetten dass..?", sowie im Pendant eines niederländischen Kanals, trat Roland Büchi zusammen mit einem Studienkollegen auf. Sie wetteten, dass sie aus 50 Zigarren 5 Sorten allein am Geruch erkennen. Die Wette gewannen sie beide Male erfolgreich.

## Neben- und Ehrenamtliche Tätigkeiten
- Mitglied des Zentralvorstands von Swiss Engineering
- Mitglied des Stiftungsrates der STFW (Schweizerische Technische Fachschule Winterthur)
- Mitglied der Berufsmaturakommission der Berufsschule Frauenfeld (Bildungszentrum für Technik Frauenfeld)
- Mitglied der Fachjury des Heuberger Winterthur Jungunternehmerpreises
- Mitglied des Vorstandes der Fachgruppe Elektronik und Informatik von Swiss Engineering (von 2004 bis 2010)

## Werke (Auszug)
- Faszination Multicopter, Verlag für Technik und Handwerk neue Medien GmbH, 2015, ISBN 978-3-88180-451-6.
- 2.4 GHz Fernsteuerungen, Verlag für Technik und Handwerk neue Medien GmbH, 2013, ISBN 978-3-88180-449-3.
- Brushless-Motoren und -Regler, Verlag für Technik und Handwerk neue Medien GmbH, 2011, ISBN 978-3-88180-427-1.
- Faszination Quadrokopter, Verlag für Technik und Handwerk neue Medien GmbH, 2010, ISBN 978-3-88180-791-3.
- Steuerung und Regelung von Impact-Drives für Positionierungen im Nanometerbereich, Dissertation ETH Zürich, Nr. 11788, 1996